# Lucienne Chatenoud
Lucienne Marie Chatenoud (* 15. August 1956 in Buenos Aires) ist eine französische Immunologin und seit 1999 Professorin an der Universität Paris Descartes. Im Rahmen ihrer Forschung, für die sie unter anderem 2006 den Pasteur-Weizmann/Servier International Prize erhielt, beschäftigt sie sich insbesondere mit dem Einsatz therapeutischer Antikörper bei Autoimmunerkrankungen und Transplantationen.

## Leben
Lucienne Chatenoud wurde 1956 in Buenos Aires geboren und schloss 1979 an der Universität Mailand ein Studium der Medizin ab. Danach spezialisierte sie sich bis 1982 an der Universität Paris Descartes in Nephrologie. Zur Weiterbildung in Immunologie wechselte sie anschließend an die Universität Paris Diderot, an der sie 1986 mit einer Arbeit zur diagnostischen und therapeutischen Anwendung von monoklonalen Antikörpern gegen T-Lymphozyten die naturwissenschaftliche Promotion erlangte.
Seit 1979 ist Lucienne Chatenoud in verschiedenen Positionen am Pariser Kinderkrankenhaus Hôpital Necker–Enfants malades tätig, darunter seit 2006 als Leiterin des Labors für klinische Immunologie. Im Jahr 1999 wurde sie zur Professorin (Professeur Universitaire – Praticien Hospitalier, PU-PH) für Immunologie an der Universität Paris Descartes ernannt.

## Wissenschaftliches Wirken
Lucienne Chatenoud widmet sich im Rahmen ihrer wissenschaftlichen Tätigkeit insbesondere der Selbsttoleranz und Autoimmunerkrankungen sowie der Transplantationimmunologie. Ein Schwerpunkt ihrer Forschung ist dabei die Anwendung von therapeutischen Antikörpern gegen T-Zellantigene wie CD3.

## Auszeichnungen
In Anerkennung ihrer Forschungsleistungen wurde Lucienne Chatenoud unter anderem von der Juvenile Diabetes Research Foundation im Jahr 2005 mit dem Gerold and Kayla Grodsky Basic Research Scientist Award und dem  Mary Tyler Moore and S. Robert Levine Excellence in Clinical Research Award geehrt. Gemeinsam mit dem amerikanischen Diabetologen George Eisenbarth erhielt sie ein Jahr später den mit 150.000 Euro dotierten Pasteur-Weizmann/Servier International Prize. Im Jahr 2007 wurde sie zur Professeur Sénior am Institut universitaire de France ernannt.

## Werke (Auswahl)
- Monoclonal Antibodies in Transplantation. New York 1995
- Immunologie. Vierte bis sechste Auflage. Paris 2002, 2008, 2012 (als Mitautorin)